# Paul Puhallo von Brlog
Paul Puhallo von Brlog, född 21 februari 1856 i Brlog, död 12 oktober 1926 i Wien, var en österrikisk friherre och militär. 
Puhallo von Brlog blev 1877 officer vid fältartilleriet, 1883 generalstabsofficer, befordrades inom generalstaben till överste 1898, blev 1905 infanteribrigadchef, 1906 generalmajor och chef för krigsskolan, 1909 fältmarskalklöjtnant, 1913 fälttygmästare och chef för femte armékåren (Pressburg). 
Under första världskriget ledde Puhallo von Brlog 1914–15 sin armékår i Polen och Galizien, blev i maj 1915 chef för tredje och i juni för första armén, varmed han samma år erövrade Lutsk (augusti) och Dubno (september). I maj 1916 blev han generalöverste och avgick ur aktiv tjänst. År 1918 tog han avsked.